# Arapa-Blitz-Stele
Die Arapa-Blitz-Stele (englisch Arapa-Thunderbolt Stela) ist eine prähistorische Yaya-Mama-Stele, die im Pukara-Stil gefertigt wurde. Der Anthropologe Sergio Chávez demonstrierte 1975, dass die beiden separaten Stelenfragmente, von denen eine in Arapa am nördlichen Ende des Titicacasee-Beckens in Peru und die andere in Putuni in Tiwanaku ausgegraben wurde, Fragmente ein und derselben Stele waren. Warum die Stele zerbrochen und ein Stelenfragment in eine Entfernung von 220 km transportiert und verlegt wurde, ist unbekannt.

## Basisdaten
Die Stele ist etwa 6 Meter lang wiegt mehr als 2,5 Tonnen. Die Stele ist die längste ihrer Art. Das untere Segment der Stele wird Blitz genannt, stammt aus Arapa am Nordende des Titicacasees und wurde im Putuni-Palast in Tiwanaku platziert wo es dann auch später ausgegraben wurde. Die Stele zeigt nach Interpretation des Anthropologen John Janusek gewellte Kreaturen mit „Schlangenkörpern“ denen terrassierte Plattformen gegenüberliegen würden und sich bündelnde Blitze, wobei jede Darstellung auf ein Fokussymbol in einer rautenförmigen Tafel zentriert sei.